# Elmer (comic strip)
Pour les articles homonymes, voir Elmer.
Elmer est une série de bande dessinée créée par l'Américain A. C. Fera sous le nom Just Boy dans le San Francisco Call et reprise en 1926 par Doc Winner qui, après avoir changé son titre, l'anima jusqu'à son décès en 1956. Ce comic strip a été diffusé par King Features Syndicate du milieu des années 1930 à la publication de la dernière page dominicale, le 30 décembre 1956.
Elmer est un petit garçon de la classe moyenne américaine dont les facéties rappellent celles de nombreux autres comic strips consacrés à des enfants—Winner avait d'ailleurs réalisé de 1923 à 1926 une série similaire, Tubby, et a par la suite repris Pim, Pam et Poum.